# Eupeodes fumipennis
Eupeodes fumipennis là một loài ruồi trong họ Ruồi giả ong (Syrphidae). Loài này được Thomson mô tả khoa học đầu tiên năm 1869. Eupeodes fumipennis phân bố ở miền Tân bắc